# 2002 في المكسيك
فيما يلي قوائم الأحداث التي وقعت خلال عام 2002 في المكسيك.

## رياضة
- 1 يناير – المكسيك في كأس العالم 2002

## أفلام
من الأفلام التي صدرت هذه السنة في المكسيك:
- 29 أغسطس – فريدا من إخراج جوليا تيمور.

## برامج ومسلسلات وأنمي
- عائلة بلوش

## وفيات

### يناير
- 26 يناير – فرانسيسكو كابانياس (مواليد 1912) ملاكم مكسيكي.

### مارس
- 16 مارس – كيد أزتيكا (مواليد 1913) ملاكم مكسيكي.

### يوليو
- 5 يوليو – كاتي خورادو (مواليد 1924) ممثلة مكسيكية.[1]